# الریش
الریش (به آلمانی: Ellrich) شهری در ایالت تورینگن کشور آلمان است.